# 電力
電力（でんりょく、英: electric power）とは、単位時間に電流がする仕事（量）のことである。国際単位系 (SI) においてはワット W が単位として用いられる。 
なお、電力を時間ごとに積算したものは電力量 (electric energy) と呼び、電力とは区別される。つまり、電力を時間積分したものが電力量であり、量の次元としてはエネルギーに等しい。
なお、消費電力あるいは「電力系統における電力」とは、単位時間に発電機等によって発電され、送電線によって送られ（送電）、そして電気器具によって消費される、単位時間あたりの電気エネルギーを言う。

## 概要

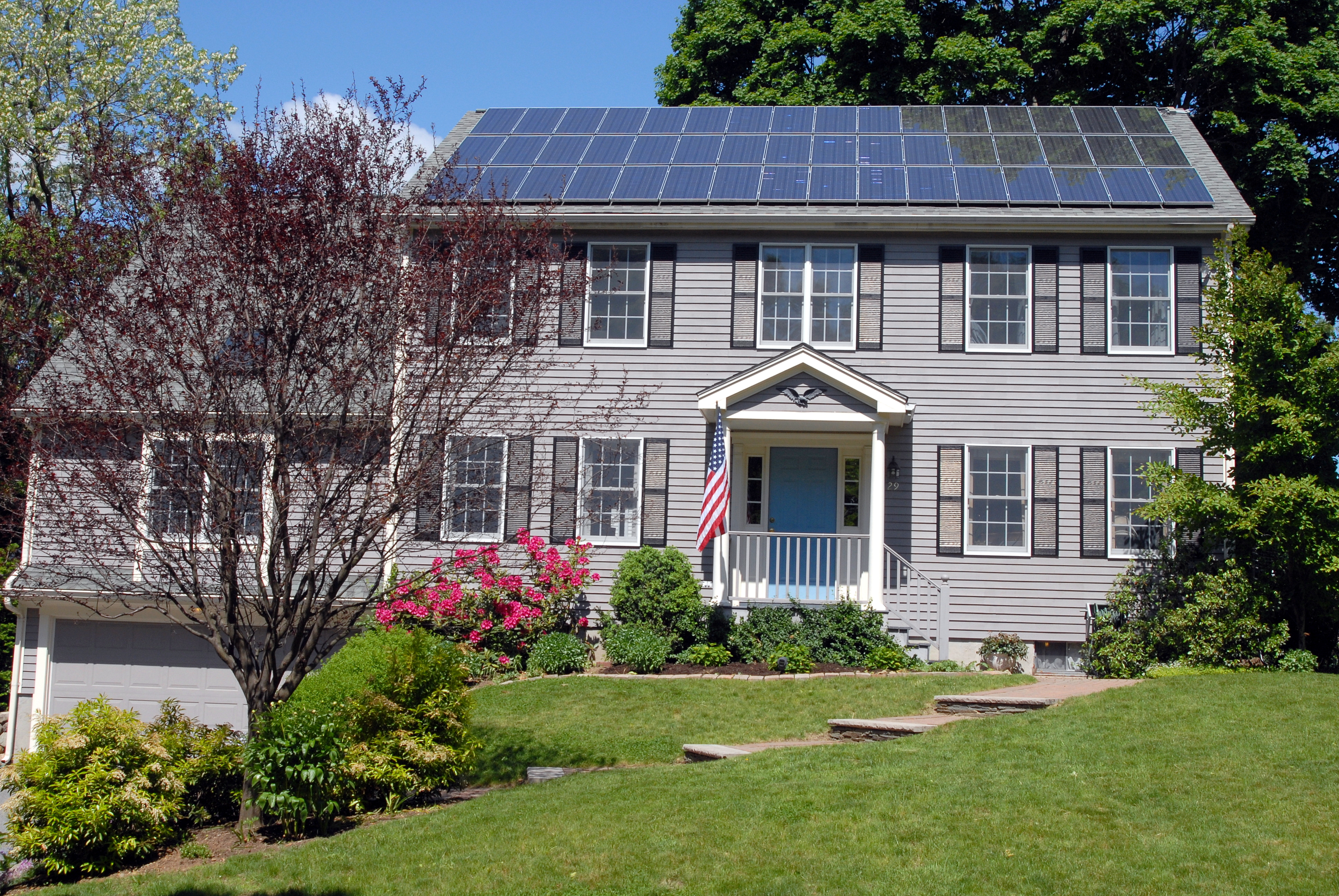
屋根にソーラーパネルを設置して自家発電している家

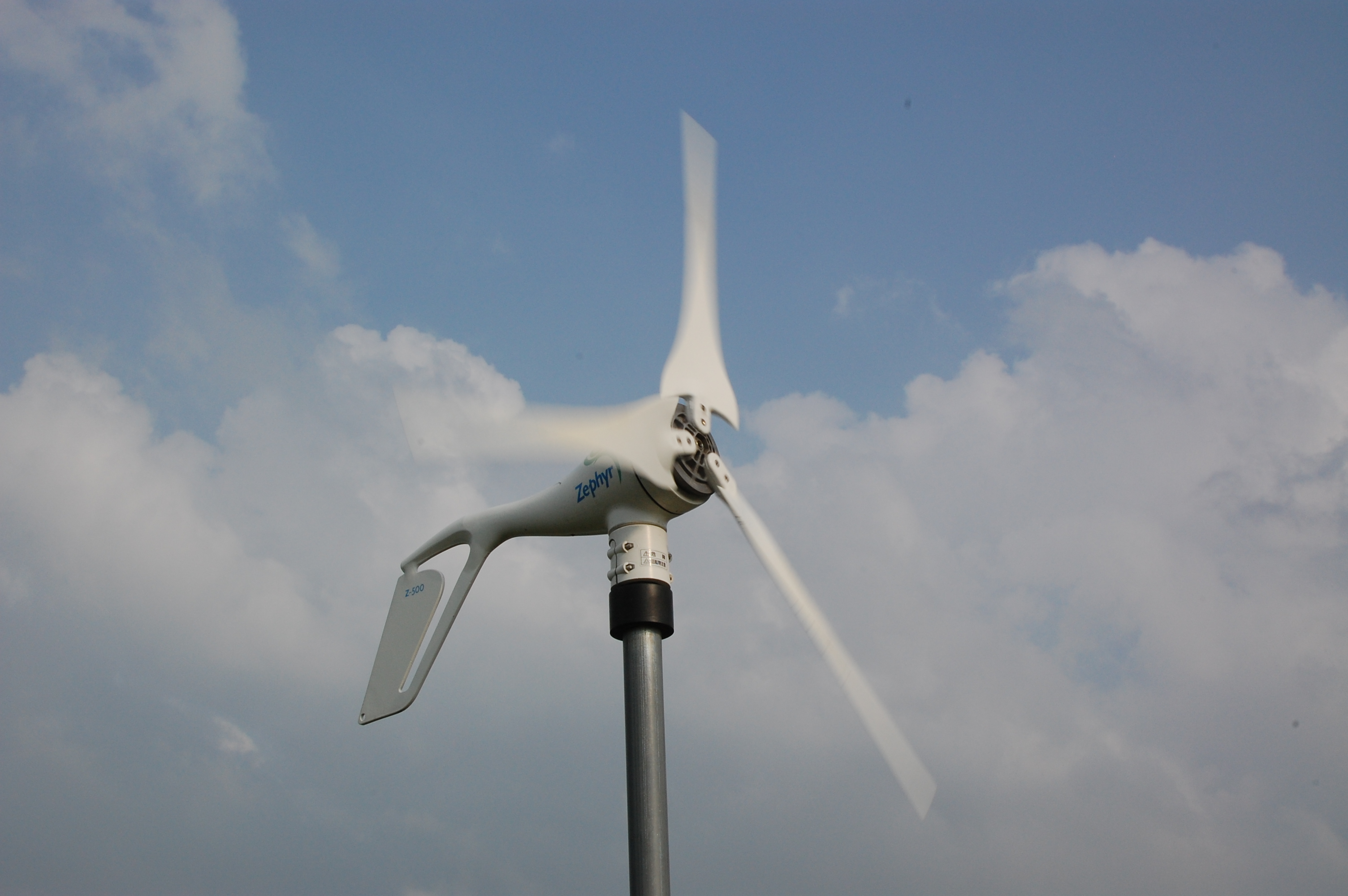
家庭で用いられることのある小型風力発電機

専門用語では、「電力」とは単位時間に電流がする仕事（量）のことである。単位はW (ワット) であり、電圧Vの電源から電流Iが流れているとき、電力はV・Iという数式で表せる。つまり電力は、電圧と電流の積である（物理学概念の分類体系で言うと、仕事率 (power) に分類される）。→#定義と公式
なお、一般用語（非専門用語）では、「電力」が、電気の形で伝えられるエネルギーを指していることも多い。なお専門用語ではこのエネルギーに関しては「電力量」と呼び分けて区別している。
電力は電池（← 化学エネルギー）、発電機（← 運動エネルギー）、太陽電池（← 光エネルギー）などにより、それぞれのエネルギーから電気エネルギーに変換される。これを総称して発電と呼ぶ。
発電された電力はそのまま使うか（自家使用、または自家発電）、または電力系統に投入して遠隔地に送り、需要のあるところで使われる。電線により、発電するところと電力を消費する負荷とを、電力網を介して繋ぐだけで電力の利用ができ、また様々なエネルギー形態、例えば光エネルギー（白熱電球や発光ダイオードほか）や運動エネルギー（電動機ほか）、熱エネルギー（電熱・冷暖房）そして、化学エネルギー（二次電池や電気分解、電気めっきほか）などなど、他のエネルギーに容易に変換できる優れた特性を持つのが、電力の大きな特徴である。

## 電力の蓄電
電力を貯蔵する方法は多数ある。
近年では、世界各国の政府により「脱炭素」を推進することは至上命題となっており、再生可能エネルギーである太陽光発電や風力発電を増やしつつ、その日の天候による発電量の変動や、昼間と夜間の差や生じるという性質を補うために蓄電システムの活用ならびに増強が重視されている。太陽光発電や風力発電と蓄電システムとを組み合わせることで、脱炭素と電力の安定供給を両立するシステムを構築することができる。その一方で電力網の運用の現場では従来の回転機による発電機でない、太陽光発電システムや系統連系用蓄電池が用いるインバータ電源が系統に増え過ぎるとブラックアウトの危険性が増すことも危惧されている

### 二次電池による蓄電
二次電池を使った電力の貯蔵も小規模から大規模なものまで実用化されている。リチウムイオン二次電池を利用した家庭用や電気自動車用の小規模蓄電から、大規模なものは送配電会社の変電所、太陽光発電所や風力発電所に併設されている、チタン酸リチウム二次電池やナトリウム・硫黄電池（NAS電池）またはリチウムイオン二次電池による蓄電設備に至るまで、数々のものが実用に供されている。なお日本においてはリチウムイオン蓄電池設備は消防法上の蓄電池設備の規制のほか、可燃性の電解液が法に基づく危険物（第四類 第二石油類）とされるため危険物施設としての制限を受けることがネックとなっており、内閣府としても規制緩和を求めている。
定置型蓄電装置には電気自動車ほどの急速充放電特性は求められないため、役目を終えた電気自動車の廃棄バッテリーによる蓄電設備が普及しつつある。また次世代電池として注目されている全固体電池による蓄電も検討されている。ただ送電網向けのリチウムイオン蓄電池ともなると未だに高コストであり、MITテクノロジーレビューによれば、アメリカ合衆国エネルギー省 エネルギー情報局の報告として2018年現在、資本コストは 1 kWhあたり625米ドルの数値を挙げ、2015年に比べてコストは3分の1以下となったものの、まだまだ高価であるとしている。

### 揚水による蓄電（揚水蓄電）
たとえば日本では古くから、水の位置エネルギーとして電力を保存する方法が活用されている。（このシステムは本当は蓄電システムなのだが、なぜか発電のほうに焦点を当てた名称「揚水発電」と呼ばれている。）昼間の需要時には起動に数分間あれば良いため、発電（蓄電）効率は 70 % 程度に留まるとは言え、急激な需要増加に対応可能な、実用的な大規模蓄電装置である。なお日本の揚水発電は約40箇所あり、その設備容量はおよそ26 GW （2,600万キロワット）に達する。1回あたり5時間発電するとして、発電量は 1回あたり130 GWh （13,0000万キロワット時）の充放電容量を持つ計算である。設備利用率を17 %と仮定すると、日本全体で年間 40TWh もの蓄電量を持つことになる。ただ揚水発電は発電コストが他の発電方式より高価であるため、実際の設備利用率は 3 %と低い。またもう日本には揚水発電に適した地点は、もうほとんど無く、機動的に揚水発電を蓄電手段として使用するには中小規模の揚水発電所を数多く建設する必要がある。
科学技術振興機構が2019年に出した炭素社会実現に向けた政策立案のための提案書の試算によれば、揚水発電の設備コストは48,200円/kWh（耐用40年）、発電コストは22.6円/kWh、一方で蓄電池は設備コストは11,000円/kWh（耐用10年）、発電コストは16.5円/kWhとなり、設備の寿命を考え、かつ土木工事のコストダウンを図れば蓄電池と同等のコストで実現できるとしている。

### 水素による蓄電
トヨタ自動車が、様々な企業と連携して他の多くの企業と手を携え、推進しているプロジェクトである。大規模な水素システムは、『水素』という物質の形で行う電力の蓄電手法である。水は、電気分解すると水素と酸素とに分解できる。逆に、「水素」という物質の形でそれをタンクなどに貯えておけば、安定したエネルギーの保存ができ、電力を必要とするときは「燃料電池」と呼ばれる、水素と酸素の反応装置を使い、貯えておいた水素と、我々の周囲にある空気中の酸素とを反応させて電力を得られる（2H2 + O2 → 2H2O + 電気エネルギー）。また水素は内燃機関などで単純に燃やしても水が生じるだけであり、水素システムはとてもクリーンだという優れた性質がある。ただ水素の難点として軽く密度が低いこと、空気と混合したときの爆発範囲が 4 - 75 % と幅広く極めて爆発しやすい（燃速も速い）問題があり、このことと金属の水素脆化の問題から水素配管には他のガス配管以上に設計・施工・維持管理に係る安全性確保が必要である。さらに他の気体よりも高圧にして運搬しないとコスト的に引き合わないこと、液体水素の取り扱いが難しいことから、水素単体のまま運搬せず、アンモニアやメタンなど水素を含む化合物に変換して運搬・利用する動きもある。

### 蓄熱システム
電力の用途は、その約3分の1が冷暖房の熱源である。したがって電力をその用途である熱エネルギーにあらかじめ変換した状態で蓄えてもよい。
フィンランドの電力会社バタヤンコスキは、ポーラー・ナイト・エナジー社の特許技術に基づく大量の砂に熱を蓄える蓄熱システムの運用を2022年に開始した。再生可能エネルギーで発電した電力を、地域暖房ネットワークで使用する『熱』に変換して、砂に蓄える世界初の商用ソリューションである。「砂電池」と呼ばれる蓄熱槽は、幅4メートル、高さ7メートルの大きさの断熱された鋼タンクの中に100トンの砂が入れてあり、その中央に熱交換器が埋め込まれているシンプルな構造である。タンク中央に埋め込まれた熱交換器を電力で加熱し、蓄熱槽の砂を500〜600 ℃程度の高温まで加熱することで、8 MWh（公称出力100 kW）という大量の電力に相当する熱エネルギーを蓄えることを可能にした。蓄熱媒体に砂を使う理由は、砂は素材として丈夫であり、おまけに極めて安価、さらに高熱に耐えられるためである。高温で蓄熱することで、より小さな体積で多くの熱エネルギーを蓄えることを可能にした。設置費用は1 kWhあたりわずか10ユーロ（1300円）と安価である。
なお日本においては、一番求められる熱源が夏場の冷熱であることから、深夜電力でヒートポンプを動かして蓄熱槽に氷を貯める氷蓄熱空調装置の設置が盛んである。このシステムは「エコアイス」の商品名で知られ、東京スカイツリーや、赤坂・六本木アークヒルズなど、地域冷暖房にまで蓄熱冷暖房を行う例もある。ごく小さな例では自動販売機の商品を蓄熱槽代わりに使うピークシフト自販機だけでなく、自販機自体に蓄熱槽を設け、冷暖適温の商品をより低電力で提供できるようにしたものもある。

### エネルギー管理システム
日本の中小企業の、大半が契約する電力料金体系は「年間最大電力」の大きさを基準にして電力基本料金が決まる仕組み（デマンド料金制）である。このため、電力単価も電力使用量も大きな夏場・冬場のピーク需要を抑えることが、年間を通しての電力料金節減の鍵となる。このことを利用して最大電力を常時監視し、設定した契約最大電力に近づいたらアラームを鳴らし、人の手で消費電力を節減する簡易なサービスから、ビルまるごと人の流れ等を監視し冷暖房を必要なところに絞ったり、ピーク時間を避けて冷暖房の電源を入れ、ピーク時は冷暖房を止めることで最大電力を抑えるビル管理システムのようなスマートグリッドもある。このようにして『節電』された電力はネガワットと呼ばれ、実質的に蓄電や発電をしたとみなせる。また時々刻々のネガワットを取引する市場での売買対象になる。

## 電力の消費

### 電力消費量
全世界の電力消費量は、2000年時点では13兆2380億 kW·hであったが、2010年時点では18兆704億 kW·hとなり、2015年は21兆279億 kW·h、2018年は23兆398億 kW·hであった（つまり右肩上がりに増加している）。

#### 国別
電力の消費量が多い順に国を挙げると次のようになる。
2015年時点の資料では、中国、アメリカ合衆国、日本、ロシア、インドの順であった。
それが2021年では、中国、アメリカ合衆国、インド、日本、ロシアの順となっている
一方、国民一人当たりの電力消費量の多い順に挙げると、2021年でアイスランド、ノルウェー、バーレーン、クウェート、カナダの順になり、日本は19番目となる。アイスランドの一人当たりの消費電力は1位であるが、地熱発電が20 %、他が水力発電と、ほぼ100 %が自然エネルギーで賄われている。カナダは、湖や河川など豊富な水資源に恵まれていて電気料金が安いので一人あたりの消費量が特に多いのである。一方、中国は一人当たりの電力消費量は世界平均ほどだが、国民の人数が大きいので国全体の電力消費量が大きくなっている（なお中国は急速に経済成長しているので電力不足が深刻化している）。
| 順位                 | 1位            | 2位            | 3位        | 4位        | 5位    | 6位          | 7位      | 8位            | 9位          | 10位           |
| -------------------- | -------------- | -------------- | ---------- | ---------- | ------ | ------------ | -------- | -------------- | ------------ | -------------- |
| 総消費電力           | 中華人民共和国 | アメリカ合衆国 | インド     | 日本       | ロシア | ドイツ       | カナダ   | 大韓民国       | ブラジル     | イギリス       |
| 一人当たりの消費電力 | アイスランド   | ノルウェー     | バーレーン | クウェート | カナダ | フィンランド | カタール | ルクセンブルク | スウェーデン | アメリカ合衆国 |

なお、消費電力量順の国の一覧は電力消費順の国のリストとして、独立記事が立てられている（国旗と数字で読みとれるので英語が理解できない人でも内容は分かる記事となっている）。

#### 家庭での電力の消費量
家庭での電力の消費の量やその内訳というのは、国、地域、季節、日々の気温ごとにかなり異なっている。
参考までに、日本の家庭の一世帯あたりの電気消費量は、平成21年度（2009年4月〜2010年3月、冷夏・暖冬であった期間）の通年では4618 kW·h/世帯であった。内訳としては、大きいものから電気冷蔵庫14.2 %、照明器具13.4 %、テレビ8.9 %、エアコン7.4 %と試算された。
なお、同じ日本の家庭の消費電力の内訳でも、夏で最大需要が発生する日の日中（14時ころ）の消費電力の内訳は、資源エネルギー庁推計によると、エアコン53 %、冷蔵庫23 %、テレビ5 %、照明5 %だとのことである。
国ごとの大まかな統計資料は「消費電力」の記事に掲載している。

#### 節電
電力を節約すること、電力消費量を減らすことを節電という。

### 電力化率
全エネルギー供給に占める電気エネルギーの割合を電力化率という。

## 歴史
電力利用の歴史
初期の電力の装置として摩擦電気を集める静電発電機があり、電圧は高かったものの、容量的には極めて小さいものだった。19世紀中頃には電池が発明され放電灯に利用された。さらに電磁気学の進展により、1870年頃から直流発電機、1880年頃から交流発電機が実用化された。
最初の電力会社、トーマス・エジソンの会社が設立したPearl Street Stationは直流方式で送電し一時期はそれが標準となっていたが、ニコラ・テスラやジョージ・ウェスティングハウスは交流送電を推し、両陣営間で激しい対立が起き、結果として交流送電方式が普及し（そのいきさつや理由については「電流戦争」の記事で詳説)、現代の電力会社は一般的には電力を三相交流で供給しており、電圧としては高圧電力・低圧電力の両方を販売している。電力会社の業界を電力業界という。

## 電気エネルギーシステム
電気エネルギーの発電、送電、配電さらに最終需要家までの設備と運用制御を総称して電気エネルギーシステムという。
1990年代から、欧米を中心として、世界中の多くの国や地域において、電力の自由化が積極的に進められている。
欧州の各国の電力事業は、各国それぞれの歴史を持っている。かつてはひとつの国にひとつの電力事業業者、という形が一般的であったが、1999年に欧州電力市場では市場の自由化が導入され、各国でいくつもの電力事業業者が活動するようになった。欧州のなかでも、いちはやく自由化された電力市場を整備したのは英国であった。
英国ではかつて英国電力公社が英国全体に電力を供給しており、発電も送電も全て行っていた。1990年にその英国電力公社が民営化され、その時に、同時に発電事業と送電事業の分離が行われ、消費者に電力を供給する配電事業にはいくつもの電力供給事業者が参加できるようになった。消費者は、（ちょうど、携帯電話の通信サービスを比較して決められるように）電力の価格などを比較して、自分が利用する電力供給事業者を選択できるようになった（なお送電に関しては、英国ではもともとひとつの電気事業者が全国の電力供給を管理していたため、結果として、高圧送電系統はナショナルグリッド1社が送電系統管理事業者として運用する方式を採用した。）。このようにして英国では、発電・送電・配電が完全に分離された。
現在、欧州各国で行われている電力事業の形態というのは、上記の英国の形態と似たものになっている。つまり、発電と送電が分離されており、送電に関しては送電系統管理事業者が行っている。そして欧州の各国はそれぞれ隣接する国々と高圧電線で結ばれ、日々、電力の輸出・輸入が行われている。
グリーン電力とは、風力発電や太陽光発電、バイオマス発電、小規模水力発電 等々、温室効果ガスの排出が少なくて環境への負荷が小さい自然エネルギーや再生可能エネルギーによって発電された電力のことである。
2000年代に入り、欧州で風力発電の導入がかなり進みはじめてから、発電出力の変動に伴う供給の不安定化の問題への対応策が打たれるようになっており、EUレベルでスマートグリッド化が検討されるようになった。
日本では第二次世界大戦前に、電力の供給を独占する体制（電力独占体制）が形成された。日本においても、1995年の電気事業法の改正により、電力自由化に向けての様々な動きが始まった。1995年に制度化されたのはIPP（Independent Power Producer 卸供給事業者）で、IPPが発電した電力を既存の10電力会社が買い取るという仕組みで、IPPが需要家に直接販売するわけではない。だから、電力料金に直接影響を与えるものではなかった。

## 定義と公式
電気回路において電力を供給する装置を電源 (electric source)、電力を消費する装置を負荷 (electrical load)と呼ぶ。

### 定常電流の電力
直流回路の中でも特に電圧や電流が時間的に変化しない定常電流の回路においては、電力は時間にかかわらず
{\displaystyle P=VI=I^{2}R={\frac {V^{2}}{R}}}
ただし、P : 電力[W]、V : 電圧[V]、I : 電流[A]、R : 抵抗[Ω]
となる。

### 正弦波交流電流の電力
交流とは、時間ともに大きさと向きが周期的に変化する電圧または電流を言う。そのため、三角波やのこぎり波も交流となるが、大きさが時間と共に正弦波 (sine wave)状に変化する交流を特に正弦波交流と呼ぶ。交流回路に代表される電圧や電流が時間的に変化する回路においては、電力も時間に依存して変動をすることから、定常な場合と違って様々な量が定義される。
ここで、電圧の波高値 (peak value)を Vm、電流の波高値を Im そして周期 (period)を Tとする。さらに、瞬時電力 (instantaneous electric power)を p(t) で表す。なお、瞬時電流 (instantaneous current)を i(t)、瞬時電圧 (instantaneous voltage) を v(t) とすれば、
{\displaystyle p(t)=v(t)\cdot i(t)}
が成り立つ。

#### 有効電力 (effective power)
瞬時電力を1周期 T に渡って平均した値を有効電力 (effective power) と呼ぶ。電力料金請求の対象となるのはこの有効電力である。
有効電力 P は、
で定義される。
ここで、電力回路に代表される正弦波交流回路に限った上で、具体的に有効電力を算出することとする。
正弦波交流であることから、瞬時電流 i(t) と瞬時電圧 v(t) を
{\displaystyle v(t)=V_{m}\sin(\omega t)} 、 {\displaystyle i(t)=I_{m}\sin(\omega t-\phi )}
と表すとする。ただし、角周波数 ω について {\displaystyle \omega =2\pi /T} とする。ところで、瞬時電圧の実効値を V、瞬時電流の実効値を I とすれば、それぞれ {\displaystyle V={\frac {V_{m}}{\sqrt {2}}}\;,\;I={\frac {I_{m}}{\sqrt {2}}}} が成り立つ。
このとき、有効電力 P は
{\displaystyle {\begin{aligned}P&={\frac {1}{T}}\int _{0}^{T}p(t)\mathrm {d} t={\frac {1}{T}}\int _{0}^{T}v(t)i(t)\mathrm {d} t\\&={\frac {\omega }{2\pi }}\int _{0}^{\frac {2\pi }{\omega }}V_{m}I_{m}\sin(\omega t)\sin(\omega t-\phi )\mathrm {d} t\\&=V_{m}I_{m}{\frac {\omega }{2\pi }}\int _{0}^{\frac {2\pi }{\omega }}{\frac {\cos(\phi )-\cos(2\omega t-\phi )}{2}}\mathrm {d} t\\&={\frac {V_{m}I_{m}}{2}}\cos(\phi ){\frac {\omega }{2\pi }}\int _{0}^{\frac {2\pi }{\omega }}\mathrm {d} t-{\frac {V_{m}I_{m}}{2}}{\frac {\omega }{2\pi }}\left[{\frac {1}{2\omega }}\sin(2\omega t-\phi )\right]_{0}^{\frac {2\pi }{\omega }}\\&={\frac {V_{m}}{\sqrt {2}}}{\frac {I_{m}}{\sqrt {2}}}\cos(\phi )-0=VI\cos(\phi )\end{aligned}}}
となる。ここで位相差 {\displaystyle \phi } の余弦 {\displaystyle cos(\phi )} を力率、位相差 {\displaystyle \phi } 自体を力率角と呼ぶ。

#### 無効電力 (reactive power)
電力回路において、有効電力は電力機器を動かすために必要であるが、電圧の調整に使われるものとして電圧と電流の実効値の積に力率角 {\displaystyle \phi } の正弦 {\displaystyle \sin(\phi )} をかけたものを無効電力 (reactive power) と呼ぶ。なお、無効電力は、『電力』と銘打っているものの、負荷と電源とを往復するだけの、消費されないエネルギーである。無効電力の概念は難解であるが、「力率とは、有効電力と負荷（容量性・誘導性）に残留しソースに戻されるエネルギー、および非線形負荷によって生成される高調波を含む皮相電力の比と定義される」と説明されており、瞬時の充放電、高調波などが無効電力を構成していると捉えると理解しやすい。無効電力は接地された中性線を介してソース（大地）へ戻る。
記号 Q で表され、単位はバール (記号: var)が用いられる。
{\displaystyle Q=VI\sin \phi }
無効電力は、自己インダクタンスに由来する誘導負荷と、静電容量に由来する容量負荷から生じる。誘導負荷による無効電力を「遅れ無効電力」、容量負荷による無効電力を「進み無効電力」と呼ぶ。電力関係では電圧を基準として、電流が遅れている場合の無効電力を正とすることが多い。
誘導性負荷は遅れ無効電力を増やし、容量性負荷は進み無効電力を増やす。遅れ無効電力と進み無効電力は互いに打ち消しあう関係であり、これら両者の無効電力が互いに等しい状態（無効電力がゼロ）が、最も理想的な状態といえる。電力会社が力率85 %以上の需要家に対し、料金の割引制度を設けているのは、無効電力がゼロすなわち無効電力源が不要な状態が電力会社にとって好ましい状態だからである。逆に誘導電動機を多用するなどして遅れ無効電力が大きく力率の低い需要家に対しては、電力会社は割増料金を取らざるを得なくなる。
インピーダンスを用いて無効電力を表すと、
{\displaystyle {\begin{aligned}Q&=ZI^{2}\sin \phi =XI^{2}\\&={\frac {XV^{2}}{Z^{2}}}={\frac {XV^{2}}{R^{2}+X^{2}}}\\\end{aligned}}}
となる。X > 0 であれば Q > 0 であり、これは誘導性負荷で電圧に対して電流が遅れる。
同じくアドミタンスを用いれば
{\displaystyle {\begin{aligned}Q&=YV^{2}\sin \phi =-BV^{2}\\&=-{\frac {BI^{2}}{Y^{2}}}=-{\frac {BI^{2}}{G^{2}+B^{2}}}\\\end{aligned}}}
となる。B > 0 であれば Q < 0 であり、これは容量性負荷で電圧に対して電流が進む。

#### 皮相電力 (apparent power)
正弦波交流回路において、電圧の実効値 V と電流の実効値 I の積を皮相電力 (apparent power) と呼ぶ。
{\displaystyle S=VI}
単位はボルトアンペア（記号: VA）が用いられる。記号としては S で表されることが多い。
この皮相電力 S と有効電力 P、無効電力 Q そして力率 cos(φ) との間には以下の関係
{\displaystyle S^{2}=P^{2}+Q^{2}}
{\displaystyle P=S\cos \phi ={\sqrt {S^{2}-Q^{2}}}} 、 {\displaystyle Q=S\sin \phi ,~|Q|={\sqrt {S^{2}-P^{2}}}}
が成り立つ。
なお、インピーダンスを用いれば
{\displaystyle {\begin{aligned}S&=ZI_{\text{e}}^{2}=I_{\text{e}}^{2}{\sqrt {R^{2}+X^{2}}}\\&={\frac {V_{\text{e}}^{2}}{Z}}={\frac {V_{\text{e}}^{2}}{\sqrt {R^{2}+X^{2}}}}\end{aligned}}}
となり、アドミタンスを用いれば
{\displaystyle {\begin{aligned}S&=YV_{\text{e}}^{2}=V_{\text{e}}^{2}{\sqrt {G^{2}+B^{2}}}\\&={\frac {I_{\text{e}}^{2}}{Y}}={\frac {I_{\text{e}}^{2}}{\sqrt {G^{2}+B^{2}}}}\\\end{aligned}}}
となる。

### 非直線性回路の電力
上記は電圧・電流ともに正弦波の場合であるが、ダイオードなどの非直線性素子が入った回路においては電流が正弦波とはならず、説明が複雑となる。基本は瞬時電圧と瞬時電流から瞬時電力を求め、それを平均することによりまず有効電力Pを求める。
また、電圧Vの実効値と電流Iの実効値の積から、皮相電力Sが求められる。
{\displaystyle S=|V||I|}
さらに、皮相電力と有効電力、無効電力Qの関係式
{\displaystyle S={\sqrt {P^{2}+Q^{2}}}}
を変形すると、皮相電力と有効電力から無効電力が求められる。
{\displaystyle Q={\sqrt {S^{2}-P^{2}}}}
非直線性回路では、電圧が正弦波であっても電流に高調波成分を含むことになり、従来力率改善に用いられた同期調相機や電力用コンデンサでは十分な改善効果が得られないだけでなく、電力用コンデンサなどに障害を与える場合がある。特に、コンピュータなどに内蔵されるAC-DCコンバータや、省エネルギーのためのインバータ制御機器が問題になる。このため、高調波成分を減少させ、力率を改善するための規制が行われることも多い。

### 固有電力 (intrinsic power)
起電力Eとその内部抵抗rと外部抵抗Rにおいての電源より供給できる最大電力。または消費電力が最大になるときの最大電力。
電気工学では最大電力供給条件という。分野によってはマッチングとも。記号はPまたはPmax、単位はワット (Watt; W)。
rは内部抵抗、Rは外部抵抗として説明する。
直流電力の公式
{\displaystyle P=VI=RI^{2}}
これを1とする。
起電力
{\displaystyle E=rI+RI}
ゆえに
{\displaystyle I={\frac {E}{r+R}}}
となる。これを2とする。
1へ2を代入
{\displaystyle {\begin{alignedat}{2}P&=R\left({\frac {E}{r+R}}\right)^{2}\\&={\frac {E^{2}}{r}}{\cfrac {1}{{\cfrac {r}{R}}+{\cfrac {R}{r}}+2}}\\\end{alignedat}}}
相加平均と相乗平均の関係を分母に用いると{\displaystyle P={\frac {E^{2}}{4r}}}という公式が導き出される。

## 電力網における同時同量の原則
電力網においては、各瞬間の需要と供給の量は、つまり各発電所の発電量と電力網の先で電力が消費される量は等量になる。これを、電力の「同時同量の原則」という。